# همیشه و تا همیشه، لارا جین
همیشه و تا همیشه، لارا جین نام رمانی از نویسندهٔ آمریکایی جنی هان است که نخستین بار توسط انتشارات سیمون و شوستر در تاریخ ۲ مه سال ۲۰۱۷ منتشر شد. این سومین و آخرین قسمت از مجموعه کتاب‌های تقدیم به تمام پسرانی که پیش از این عاشقشان بودم است. این کتاب پس از کتاب همه پسرانی که قبلاً دوست داشتم، که در تاریخ ۱۵ آوریل ۲۰۱۴ و PS I Still Love You که در تاریخ ۲۶ مه ۲۰۱۵ شده بودند، عرضه شد.
فیلمی با اقتباس از نام کتاب با عنوان تقدیم به همه پسران: همیشه و تا ابد، لارا جین در نتفلیکس نیز ساخته شده‌است. این فیلم در حقیقت ادامه ای از فیلم PS من هنوز تو را دوست دارم که نام خود را از کتاب دوم اقتباس کرده بود ساخته شد.

## داستان
لارا جین سونگ کاوی اکنون که آخرین سال دبیرستانش را سپری می‌کند، شور و هیجان زیادی دارد و چشم انتظار آن است تا به همراه دوست پسرش پیتر کاوینسکی برای تحصیل به دانشگاه ویرجینیا (UVA) بروند. پیتر بخاطر فعالیت ورزشی در زمینهٔ لاکراس زودتر موفق به کسب بورسیه شده‌است. زمانی که نامه‌های پذیرش به دستشان می‌رسد، لارا جین متوجه می‌شود که در خواست پذیرشش رد شده‌است. پس از قرار گرفتن در لیست انتظار دانشگاه کارولینای شمالی در چاپل هیل (UNC)، لارا جین تقریباً امیدش را برای حضور در کالج از دست می‌دهد، اما سرانجام در کالج ویلیام و مری پذیرفته می‌شود و تصمیم می‌گیرد در آنجا به مدرسه برود. پس از آنکه پیتر پیشنهاد می‌کند که هر آخر هفته می‌توانند یکدیگر را ملاقات کنند، و پس از سال اول، لارا جین می‌تواند به UVA منتقل شود، لارا این کار اولیت اصلی خود قرار می‌دهد.
در خانه، پدر لارا جین به رابطه اش با همسایه شان خانم ترینا راثچایلد ادامه می‌دهد. هنگامی که مارگوت با دوست پسر جدیدش، راوی، از دانشگاهش در اسکاتلند به خانه بازمی‌گردد، پدر لارا جین از همه دخترانش درخواست می‌کند تا با ازدواجش با ترینا موافقت کنند. همهٔ خواهران موافقت می‌کنند، گرچه مارگوت که شاهد پیشرفت رابطهٔ پدرش با ترینا نبوده، نسبت به خواهرانش هیجان کمتری دارد و بخاطر خواهرهایش است که موافقت می‌کند اما باور دارد که این رابطه به جایی نخواهد رسید.
هنگامی که لارا جین دبیرستان را تمام می‌کند و به روال جدید، عادت به گذران زمان بدون حضور پیتر و حضور ترینا در منزلشان عادت می‌کند، وی درمیابد که UNC او را از لیست انتظار خارج کرده و پذیرفته شده‌است. بهترین دوستش کریس از او می‌خواهد که یک سفر جاده ای خارق‌العاده را به پردیس دانشگاه بکند تا ببیند اگر به برنامه ای که در نظر دارد پایبند بماند چه چیزهایی را از دست خواهد داد. لارا جین عاشق پردیس دانشگاه می‌شود و تصمیم می‌گیرد با وجود این حقیقت که UNC از کالج ویلیام و مری هم به او دورتر است به آنجا برود.
همه بغیر از پیتر از اخباری که لارا جین بهشان می‌دهد خوشحال هستند. در هنگام فارغ‌التحصیلی، پدر لارا جین اعلام می‌کند که به منظور ارتباط با پیشینه شان، لارا جین و خواهرانش را به همراه مادربزرگشان به کره می‌فرستد. لارا جین با وجود اینکه پنهانی ناراضی است و این سفر را یک وقفه در ارتباطش، در این روزهای کم رمق ارتباطش با پیتر می‌داند، اما خود را هیجان زده نشان می‌دهد.
لارا جین و دوستانش برای هفته ساحل خانه‌هایی را اجاره می‌کنند. زمانی که آنجا هستند، او تصمیم می‌گیرد تا برای اولین بار با پیتر بخوابد. درست زمانی که می‌خواهند رابطه جنسی برقرار کنند، پیتر معذب می‌شود و اتفاقی بینشان نمی‌افتد. زمانی که لارا جین به خانه بازمی‌گردد با مادر پیتر ملاقات می‌کند، او می‌گوید پیتر صحبت‌هایی در مورد انتقال به UNC با او کرده‌است. او از لارا جین می‌خواهد با پیتر قطع رابطه کند تا هردو بتوانند تجربهٔ خوبی در کالج داشته باشند.
در مهمانی مجردی ترینا، لارا جین برای نخستین بار مست می‌کند و از آنجا که رابطهٔ از راه دور را عملی نمی‌داند با پیتر قطع رابطه می‌کند. زمانی که پیتر از لارا جین می‌پرسد که آیا او تنها برای اینکه رابطه را با او تمام کند قصد داشته تا با او رابطهٔ جنسی برقرار کند با پاسخ مثبت از سمت لارا جین مواجه می‌شود. پیتر عمیقاً صدمه دیده‌است، و هنگامی که مستی از سر لارا جین می‌پرد بسیار بهم می‌ریزد. ترینا از لارا جین می‌خواهد تا تجدید نظر کند و زمانی که در عروسی پدرش، لارا جین، پیتر را می‌بیند تصمیم می گرد تا به نزد وی برود. او به پیتر می‌گوید که او را دوست دارد و می‌خواهد رابطه شان را ادامه دهد، که پیتر موافقت می‌کند. او همچنین به او می‌گوید منظورش از گفتن آنکه تنها هدفش از با هم خوابیدن پایان رابطه بوده منظوری نداشته و او تنها بخاطر اینکه عاشقانه دوستش دارد قصد چنین کاری را داشته‌است.
لارا جین و پیتر علیرغم آنکه نمی‌دانند در آینده چه برایشان پیش خواهد آمد، تصمیم می‌گیرند در کنار هم بمانند. در سالنامهٔ لارا جین که پیتر فراموش کرده‌است آن را پس بدهد، پیتر قرارداد جدیدی را میان این دو می‌نویسد، بازتابی از همان قراردادی که در اولین رمان بواسطهٔ آن به دروغ با یکدیگر دوست بودند. این کتاب در حالی به پایان می‌رسد که لارا جین از دوام رابطه ش با پیتر اطمینان دارد.